# صموئيل بوريس
صموئيل بوريس (بالإنجليزية: Samuel D. Burris)‏ هو مناهض العبودية ‏ أمريكي، ولد في 1813 في Willow Grove, Delaware ‏ في الولايات المتحدة، وتوفي في 3 ديسمبر 1863 في سان فرانسيسكو في الولايات المتحدة.